# Francesco Traini

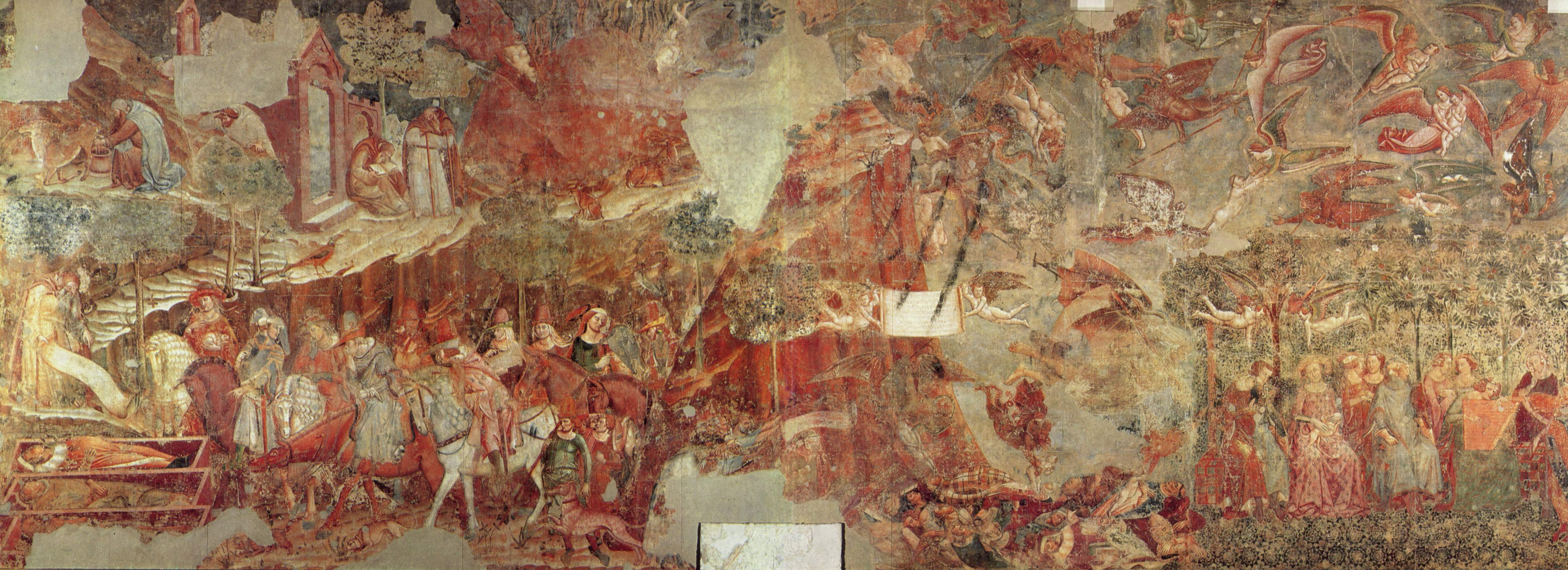
El triunfo de la muerte, Camposanto de Pisa

Francesco Traini (fl. siglo XIV) fue un pintor italiano de estilo gótico. Sus fechas de nacimiento y muerte se desconocen, pero se sabe que estuvo activo entre 1321 hasta aproximadamente 1365 en Pisa y Bolonia. 
Sólo hay una obra suya plenamente documentada: en 1345 firmó y fechó un políptico de la iglesia pisana de santa Catalina, representando a santo Domingo y ocho escenas hagiográficas (hoy en el Museo Nacional, Pisa). Por comparación estilística, se le atribuyen la mayor parte de los enormes frescos del Camposanto monumental de Pisa, incluyendo el Juicio Final, Infierno, Leyendas de los Eremitas y, finalmente, el famoso Triunfo de la Muerte -que, según algunos eruditos, podría ser obra de Buonamico Buffalmacco en realidad-. 
El Triunfo de la Muerte (fechable después de 1350) es considerado una de las mejores y más poderosas obras de arte del Trecento italiano, pues representa la despiadada omnipresencia de la muerte muy drásticamente. Puede verse -lo mismo que los primeros ejemplos de pinturas sobre la Danza de la Muerte de la misma época en Alemania- como una reacción a los horrores de la peste negra a finales de los años 1340.
Los frescos del Camposanto quedaron severamente dañados o incluso destruidos por los bombardeos aliados durante la Segunda Guerra Mundial. Por suerte, del Triunfo de la Muerte se conoce un grabado, de hacia 1470, atribuido a Baccio Baldini; se considera uno de los más tempranos producidos en Italia y es aún más singular porque incluye una inscripción que identifica la imagen y precisa que está en Pisa. Es, por ello, uno de los primerísimos grabados que dicen reproducir otra obra anterior; lo habitual era repetir o copiar motivos ajenos pero omitiendo que lo eran.
Otras pinturas han sido atribuidas al maestro. Entre ellas, una delicada Virgen con el Niño sobre tabla, en el Museo del Prado de Madrid.